# Daniel Kablan Duncan
Daniel Kablan Duncan (Costa de Marfil, 1943) político marfileño vicepresidente de su país desde el 10 de enero de 2017 hasta el hasta el 13 de julio de 2020. 
Anteriormente ejerció el puesto de primer ministro desde el 21 de noviembre de 2012 al 9 de enero de 2017 y desde el 11 de diciembre de 1993 al 24 de diciembre de 1999. Fue erigido primer ministro tras la muerte del presidente Félix Houphouët-Boigny el 7 de diciembre de 1993 y sucediendo a Alassane Ouattara.
- Datos: Q58154
- Multimedia: Daniel Kablan Duncan / Q58154